# Hurlers sjukdom
Hurlers sjukdom, (MPS I H) är en ärftlig sjukdom och tillhör sjukdomsgruppen mukopolysackaridoser (MPS-sjukdomar). Den är en av de sällsynta ämnesomsättningssjukdomar, som beror på en brist på olika ämnen som deltar i nedbrytningen av olika substanser i kroppen, så kallade lysosomala enzymer.
Sjukdomen beskrevs första gången 1919 av den tyska barnläkaren Gertrud Hurler.
Hurlers sjukdom är en av tre varianter av MPS I, de andra två är Hurler/Scheies sjukdom (MPS I H/S) och Scheies sjukdom (MPS I S). De tre sjukdomarna är beteckning på olika svårighetsgrad av samma enzymdefekt. Scheies sjukdom utgör den mildaste varianten.
Hurlers sjukdom är mycket lik Hunters sjukdom.
Symptom är bland annat insjunken näsrygg, svårigheter att tala, svårigheter med motoriken och tjocka läppar. Behandling finns dock; ju tidigare diagnosen ställs - gärna före 1 års ålder - desto större är chanserna att barnet överlever, åtminstone om det sker före 5 års ålder och uppåt.

## Förekomst
1 av 100 000 barn föds med MPS I enligt en engelsk undersökning och detsamma gäller även för Sverige. 2006 fanns ett tiotal kända fall i Sverige.